# Богач, бедняк
«Богач, бедняк» (англ. Rich Man, Poor Man) — роман Ирвина Шоу, написанный в 1969 году. Это последний роман среднего периода Шоу, прежде чем он начал концентрироваться в своих последних работах на неизбежности грядущей смерти («Вечер в Византии», «Допустимые потери» и другие). Впервые был опубликован в журнале Playboy.

## Сюжет
Драма описывает историю семьи Джордах с конца Второй мировой войны до середины 1960-х годов, в том числе сестры и двух братьев с разной судьбой: богатого и успешного Руди и бедняка Тома. Руди был вечным любимчиком в семье и школе, получал всегда великолепные оценки и ему удалось добиться в жизни немалого успеха. Его брата Тома, вечного задиру и хулигана, родители не особо жаловали. После смерти отца их пути расходятся: Руди начал своё восхождение в бизнесе и политике, в то время как Том начинает карьеру профессионального боксёра, зарёкшись ни за что не позволить своему сыну повторить его судьбу.

## Переводы на русский язык
- Впервые на русском языке роман был напечатан в журнале «Иностранная литература» (№ 8-11, 1980) в переводе Иды Басавиной, отдельным изданием книга вышла в 1986 году.
- 1986 — перевод Х. Лапиня (Рига, издательство «Лиесма»)
- 1989 — перевод Н. Тевзадзе (Тбилиси)
- В 2000 году в «АСТ» вышел перевод Иды Басавиной, дополненный Татьяной Кудрявцевой.
- 2000 — перевод Натальи Ярошевской (издательство «Феникс») в серии «Классики XX века».
- 2000 — перевод Валерия Чухно (издательство «Эксмо-пресс») в серии «Зарубежная классика»; переиздан в 2010 году в издательстве «АСТ» в серии «Классики и современники».
- 2001 — перевод Льва Каневского (издательство «Терра») для 8-томного собрания сочинений.